# 手太阳小肠经
手太陽小腸經（Small Instestine Meridian of Hand-Taiyang，SI）是一條經脈，十二正经之一，与手少陰心經相表里。本經起於少澤，止於聽宮，左右各19個腧穴，其中8穴分佈於上肢背面的尺側， 11穴在肩、頸、面部。

## 经脉循行
從小指外側末端開始（少澤），沿手掌尺側（前谷、後溪），上向腕部（腕骨、陽谷），出尺骨小頭部（養老），直上沿尺骨下邊（支正），出於肘內側當肱骨內上髁和尺骨鷹嘴之間（小海），向上沿上臂外後側，出肩關節部（肩貞、臑俞），繞肩胛（天宗、秉風、曲垣），交會肩上（肩外俞、肩中俞; 會附分、大杼、大椎），進入缺盆（鎖骨上窩），絡於心，沿食管，通過膈肌，到胃（會上脘、中脘），屬於小腸。 
缺盆部支脉：從鎖骨上行沿頸旁（天窗、天容），上向面頰（顴髎），到外眼角（會瞳子髎），彎向後（會禾髎），進入耳中（聽宮）。 
颊部支脉：從面頰部分出，上向顴骨，靠鼻旁到內眼角（會睛明），接足太陽膀胱經。 此外，小腸與足陽明胃經的下巨虛脈氣相通。

## 主治概要
主治腹部小腸與胸、心、咽喉病症，某些熱性病症，神經方面病症和頭、面、頸、眼、耳病症以及本經脈所經過部位之病症。患者主要症狀在頭部兩側及耳部，有癲癇、痙攣、喉間痛、下頰腫、肩臑痛、耳聾、目黃等。

## 腧穴
1. 少澤，井穴
2. 前谷，滎穴
3. 後谿，輸穴，八脈交會穴，通於督脈
4. 腕骨，原穴
5. 陽谷，經穴
6. 養老，郄穴
7. 支正，絡穴
8. 小海，合穴
9. 肩貞
10. 臑俞
11. 天宗
12. 秉風
13. 曲垣
14. 肩外俞
15. 肩中俞
16. 天窗
17. 天容
18. 顴髎
19. 聽宮